# Supercoupe d'Allemagne de football 2016
Navigation
2015 2017
La Supercoupe d'Allemagne 2016 (allemand : DFL-Supercup 2016) est la dix-septième édition de la Supercoupe d'Allemagne, épreuve qui oppose normalement le champion d'Allemagne au vainqueur de la Coupe d'Allemagne. Le Bayern Munich ayant réalisé le doublé Coupe-championnat, le trophée met aux prises le Bayern au Borussia Dortmund, vice-champion d'Allemagne.
Disputée le 14 août 2016 au Signal Iduna Park de Dortmund devant 81 360 spectateurs, la rencontre est remportée par le Bayern Munich sur le score de 2 buts à 0.

## Feuille de match
| 14 août 2016              | Borussia Dortmund | 0-2   | Bayern Munich                        | Signal Iduna Park, Dortmund                  |                                              |
| Historique des rencontres |                   | (0-0) | Arturo Vidal 58e · Thomas Müller 79e | Spectateurs : 81 360 Arbitrage : Tobias Welz | Spectateurs : 81 360 Arbitrage : Tobias Welz |
| Historique des rencontres | Rapport           |       |                                      | Spectateurs : 81 360 Arbitrage : Tobias Welz | Spectateurs : 81 360 Arbitrage : Tobias Welz |

- Le Bayern Munich prend sa revanche sur la finale perdue en 2014 et remporte sa cinquième Supercoupe après trois finales perdues d'affiléé[1].